# Вогілло (Оклахома)
Вогілло (англ. Wauhillau) — переписна місцевість (CDP) в США, в окрузі Адер штату Оклахома. Населення — 307 осіб (2020).

## Географія
Вогілло розташоване за координатами 35°52′6″ пн. ш. 94°45′36″ зх. д. / 35.86833° пн. ш. 94.76000° зх. д. (35.868291, -94.759915).  За даними Бюро перепису населення США в 2010 році переписна місцевість мала площу 20,55 км², з яких 20,45 км² — суходіл та 0,10 км² — водойми.

## Демографія
Згідно з переписом 2010 року, у переписній місцевості мешкало 345 осіб у 121 домогосподарстві у складі 91 родини. Густота населення становила 17 осіб/км².  Було 137 помешкань (7/км²).
Расовий склад населення:
| - 55,1 % — корінних американців - 28,1 % — білих - 1,2 % — осіб інших рас |

До двох чи більше рас належало 15,7 %. Частка іспаномовних становила 3,5 % від усіх жителів.
За віковим діапазоном населення розподілялося таким чином: 29,9 % — особи молодші 18 років, 58,5 % — особи у віці 18—64 років, 11,6 % — особи у віці 65 років та старші. Медіана віку мешканця становила 37,2 року. На 100 осіб жіночої статі у переписній місцевості припадало 87,5 чоловіків;  на 100 жінок у віці від 18 років та старших — 95,2 чоловіків також старших 18 років.
Середній дохід на одне домашнє господарство  становив 54 745 доларів США (медіана — 31 848), а середній дохід на одну сім'ю — 66 968 доларів (медіана — 46 250). Медіана доходів становила 34 500 доларів для чоловіків та 31 971 долар для жінок. За межею бідності перебувало 28,8 % осіб, у тому числі 36,0 % дітей у віці до 18 років та 0,0 % осіб у віці 65 років та старших.
Цивільне працевлаштоване населення становило 179 осіб. Основні галузі зайнятості: освіта, охорона здоров'я та соціальна допомога — 34,1 %, публічна адміністрація — 24,6 %, виробництво — 13,4 %, роздрібна торгівля — 6,7 %.